# (33828) 2000 EP44
2000 EP44 (asteroide 33828) é um asteroide da cintura principal. Possui uma excentricidade de 0.19889160 e uma inclinação de 3.86096º.
Este asteroide foi descoberto no dia 9 de março de 2000 por LINEAR em Socorro.